# BR-Standardklasse 8P
Das Einzelstück der Standardklasse 8P der British Railways (BR) ist eine Dampflokomotive mit der Achsfolge 2'C1' (Pacific) und einem Dreizylinder-Triebwerk. Ungewöhnlich an der 1954 gebauten Lokomotive ist ihre Entwicklungsgeschichte: Beim Bau wurde in einigen Punkten von den Plänen abgewichen, so dass die Leistung unbefriedigend war und keine Serienfertigung erfolgte. Während der Restaurierung wurden die Mängel erkannt und behoben, und die Maschine gilt heute als leistungsfähigste je in Großbritannien gelaufene Dampflokomotive.

## Entstehung
Die neue Lokomotive sollte nach den Vorstellungen ihres Konstrukteurs Robert Riddles, dem Chief Mechanical Engineer der BR, der neue Standard für Hochleistungs-Schnellzuglokomotiven werden. Der Bau eines Prototyps wurde von der Bahnverwaltung zunächst abgelehnt, weil ausreichend Lokomotiven dieser Leistungsklasse zur Verfügung standen. Erst als die Princess Anne (Princess Royal Class) nach dem schweren Unglück im Bahnhof Harrow & Wealdstone im Oktober 1952 ausgemustert werden musste, wurde der Bau genehmigt. Während von den anderen elf der neuen BR-Standardklassen mindestens 10 und bis zu 251 Stück beschafft wurden, blieb es bei einem Exemplar der Klasse 8P. 

## Technik
Die Standardklasse 8P war eine vergrößerte Weiterentwicklung der Standardklasse 7. Die geplante Leistung hätte mit einem Zweizylindertriebwerk einen Zylinderdurchmesser erfordert, der das enge Lichtraumprofil der BR überschritten hätte, weswegen ein dritter Zylinder vorgesehen werden musste. Der Innenzylinder arbeitete auf die erste Kuppelachse, die Außenzylinder auf die mittlere.
Die Steuerung der von Gresley gebauten Dreizylinderlokomotiven, bei der die Bewegung des inneren Schiebers mit Hilfe eines Hebelwerks, aus der der beiden äußeren Schieber abgeleitet wurde, hatte sich als problematisch erwiesen, weswegen die 8P mit einer Caprotti-Ventilsteuerung ausgestattet wurde, die bereits an 30 Lokomotiven der Standardklasse 5MT verwendet worden war. Diese aus Italien stammende Steuerungsbauart arbeitete mit rotierenden Nocken, die über Kardanwellen angetrieben wurden. Sie ermöglichte eine voneinander unabhängige Steuerung von Dampfein- und -auslass, was eine größere Effizienz des Triebwerks versprach.
Die Lokomotive war mit zwei verschiedenen dreiachsigen Schlepptendern ausgestattet, bis 1958 ein Typ BR1E, danach ein BR1J. Sie waren mit einem dampfbetriebenen Kohlenschieber ausgerüstet.

## Bezeichnung
Die Dampflokomotiven der BR waren in Leistungsklassen eingeteilt, die sich aus einer Ziffer (0 bis 9) und einem Buchstaben für den Verwendungszweck zusammensetzen. 8P bezeichnet eine Lokomotive der zweithöchsten Leistungsklasse 8 für Reisezüge (P steht für passenger).
In die Klasse 8P waren auch einige Baureihen eingeordnet, die die BR von ihren Vorgängerbahnen übernommen hatte, etwa die LMS-Lokomotiven der Princess Royal Class und die LNER-Klasse A4, weswegen der Begriff „Standardklasse“ zur Unterscheidung dient. Oft wird die Bezeichnung auch ohne P angegeben („Standard Class 8“), weil es keine anderen BR-Standardlokomotiven dieser Leistungsklasse gegeben hat.
Die Lokomotive erhielt die Bahnnummer 71000 und den Namen Duke of Gloucester. Die nach der Restaurierung zugeteilte TOPS-Nummer ist 98802, die 71000 ist aber weiterhin an der Lokomotive angeschrieben.

## Einsatz und Ausmusterung

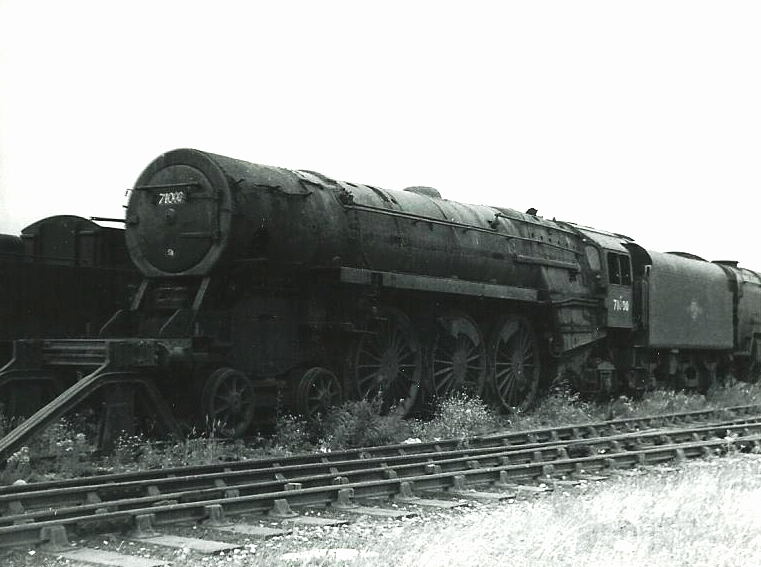
Abgestellt auf dem Schrottplatz in Barry (1968)

Die Lokomotive war beim Personal unbeliebt, weil die Dampfleistung ihres Kessels als unzureichend empfunden wurde – weitere Exemplare der Klasse wurden deswegen nicht gebaut. Es wurden auch keine ernsthaften Versuche unternommen, den Mangel zu beheben, weil die BR zum Zeitpunkt der Indienststellung bereits beschlossen hatte, ihre Dampflokomotiven vollständig durch Diesel- und Elektrolokomotiven zu ersetzen.
Die Duke of Gloucester wurde auf der wenig anspruchsvollen North Wales Coast Line zwischen Crewe und Holyhead eingesetzt und schon 1962 ausgemustert.
Es wurde erwogen, die Lokomotive dem National Railway Museum in York zu übergeben, jedoch wurde schließlich nur ein Zylinder mit der ungewöhnlichen Caprotti-Steuerung als erhaltenswert empfunden und im Science Museum in London ausgestellt. Aus Gleichgewichtsgründen wurde dabei auch der zweite Außenzylinder entfernt, und die Lokomotive sollte der Verschrottung zugeführt werden.

## Restaurierung

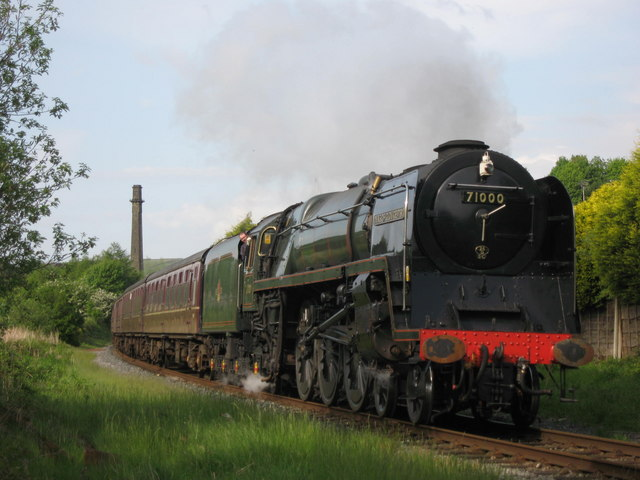
Die 71000 im Jahr 2007

Die Lokomotive wurde von Dai Woodham erworben, dessen Familie den Barry Scrapyard betrieb – der Schrottplatz, der für die Rettung von über 200 Dampflokomotiven bekannt wurde. Ursprünglich gelangte die Duke of Gloucester versehentlich zu einem anderen Schrottplatz, doch dieser Irrtum wurde rechtzeitig behoben und die Lokomotive traf 1967 in Barry ein.
1974 wurde sie von Eisenbahnenthusiasten gekauft, und eine 71000 Preservation Society wurde gegründet, die 1977 in den 71000 Duke of Gloucester Steam Locomotive Trust umgewandelt wurde.
Die Restaurierung galt zunächst als „unmöglicher Traum“ und dauerte 13 Jahre. Viele fehlende Teile, insbesondere die Caprotti-Steuerung, mussten neu beschafft oder angefertigt werden. Weil einer der Außenzylinder im Museum war und der andere ebenfalls abmontiert und verschrottet worden war, mussten diese ebenfalls neu angefertigt werden – wegen der ungewöhnlichen Steuerung die größte Herausforderung bei diesem Projekt. Abweichend von der ursprünglichen Konstruktion wurde dabei Sphäroguss anstelle von Stahl verwendet. Auch für den fehlenden Schlepptender musste ein Ersatz gefunden werden.
Während der Restaurierung wurden die ursprünglichen Mängel der Lokomotive erkannt und behoben. Dies betraf insbesondere zwei Punkte:
- Der Schornstein und das Blasrohr waren verglichen mit anderen Lokomotiven dieser Größe zu klein. Zudem hatte man beim Bau statt der vom Hersteller der Caprotti-Steuerung empfohlenen Kylchap-Saugzuganlage gegen den Willen von Riddles eine Standardausführung eingebaut.
- Die Luftklappen am Aschkasten waren nicht gemäß der Zeichnungen gebaut worden und hatten zu kleine Querschnitte, was die Luftzufuhr zum Feuer behinderte.

Der Erfolg dieser Korrekturen zeigte sich schon bei den ersten Testfahrten: Der Kessel konnte jetzt 30 % mehr Dampf abgeben, und die Duke of Gloucester gilt heute als die leistungsfähigste Dampflokomotive, die jemals in Großbritannien gefahren ist. Bei Vergleichsfahrten, bei denen ein 430 t schwerer Zug eine Steigung hinaufgezogen wurde, war sie den Lokomotiven Sir Nigel Gresley (LNER-Klasse A4) und Duchess of Hamilton (LMS Coronation Class) deutlich überlegen.
Die Lokomotive hat die für den Betrieb auf Hauptstrecken notwendige Sicherheitsausrüstung und wird regelmäßig vor Sonderzügen eingesetzt, wobei sie wegen ihrer Leistung auch Strecken befahren kann, die anderen Dampflokomotiven jahrzehntelang verschlossen waren. Um auch mit modernen Wagen fahren zu können, ist sie zusätzlich zur ursprünglichen  Saugluftbremse mit einer Druckluftbremse ausgestattet worden.
Die Duke of Gloucester ist heute in Bury bei der East Lancashire Railway beheimatet.